# KAI KT-1 Woongbi
El KAI KT-1 Woongbi (en Hangul: KT-1 웅비)  es una aeronave turbohélice de fabricación surcoreana construida por Korean Aerospace Industries,  para ser empleada por la Fuerza Aérea de la República de Corea en el entrenamiento primario e intermedio de sus alumnos.

## Diseño y desarrollo
El desarrollo se inició con el programa KTX de la  Fuerza Aérea de la República de Corea, en el año 1988. Se fabricaron un total de 9 prototipos, realizándose el primer vuelo en noviembre de 1991. En 1995 el proyecto pasó a denominarse de modo oficial como Woongbi. En 1998 se realizó el último de los vuelos de prueba. En 1999 se firmó el contrato de compra, por un total de 85 aparatos, con opción a 20 unidades a mayores.
KAI logró vender 7 aeronaves a Indonesia en abril de 2003 en un contrato valorado en 60 millones de dólares, al que se le añadieron 5 más en mayo de 2005.
En junio de 2007, Corea del Sur y Turquía lograron pactar un acuerdo para exportar 40 (+15) unidades del KT-1, así como la tecnología del tanque K2 Black Panther, por un total de 500 000 000 000 ₩.
En noviembre de 2012, los Gobiernos de Corea del Sur y Perú firmaron un convenio para producir en forma conjunta 20 aviones de instrucción básica modelo KT-1P, por 208 millones de dólares, además de la capacitación del personal peruano a cargo de su mantenimiento.

## Variantes

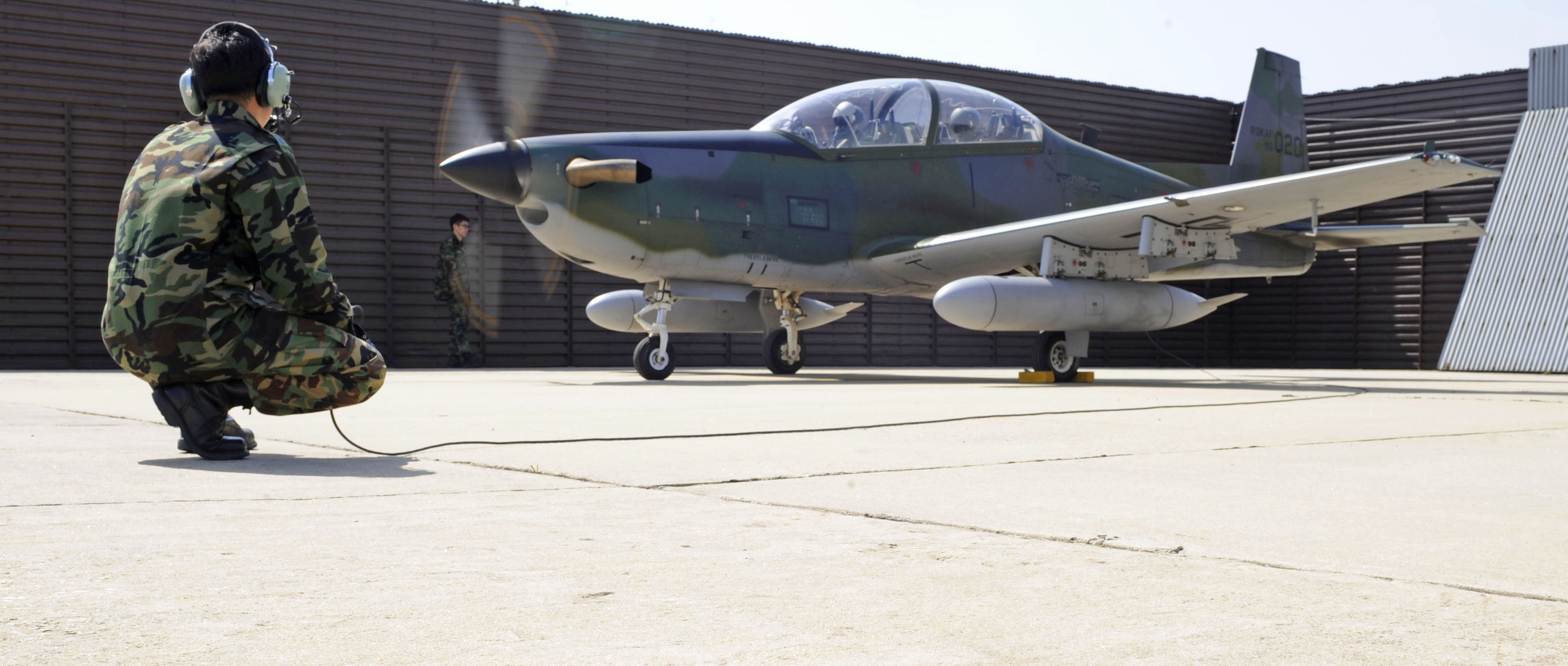
Un KA-1 en la Base Aérea de Osan, 2010.

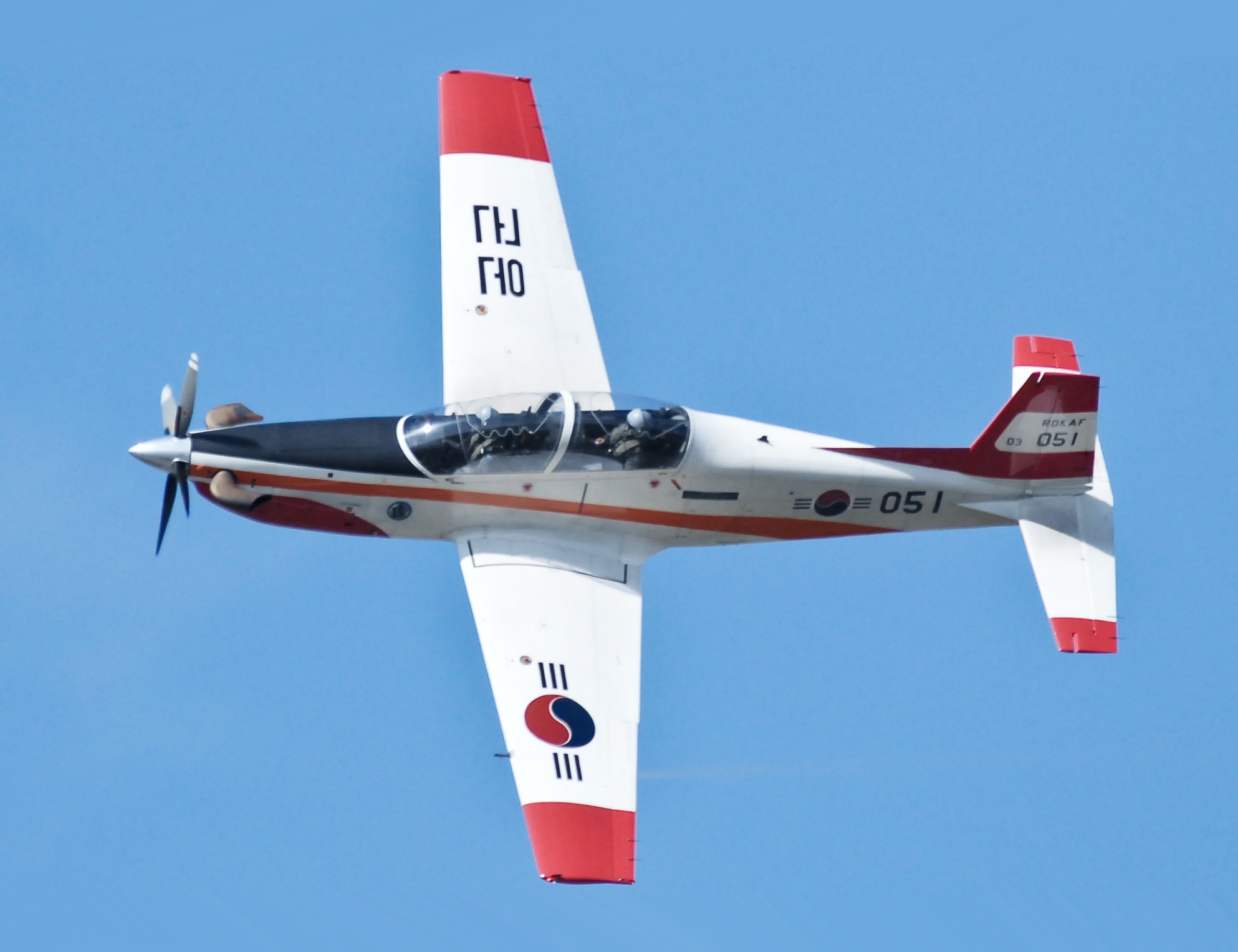
KT-1 de la Fuerza Aérea de Corea del Sur

KTX-1 Yeo-myung
Protototipos, cada uno con una motorización diferente.
KA-1
Versión armada.
KT-1B
Versión de exportación para Indonesia
KT-1C
Versión modernizada.
KT-1T
Versión de exportación para Turquía
KT-1P
Versión de exportación para Perú

## Usuarios
Indonesia
- Fuerza Aérea Indonesia 12 (1 accidentado)[4]

 Corea del Sur
- Fuerza Aérea de la República de Corea 88 KT-1 + 20 KA-1

 Turquía
- Fuerza Aérea Turca 40 (+15 opcionales)

 Perú
- Fuerza Aérea del Perú 4 (+16 coproducción). El 21 de octubre de 2014 se hizo la entrega oficial de las 2 primeras aeronaves KT1P fabricadas en Corea y 2 más se entregaron en noviembre de 2014. A mediados de noviembre de 2015 se han completado 16 unidades de las 24 aeronaves contratadas, 16 aeronaves fueron coproducidas en el Perú por el SEMAN[5] de la FAP.[6][7]

 Senegal
- Fuerza Aérea de Senegal 2 (2 más pedidos). En abril de 2020 se hizo entrega de los 2 primeros ejemplares de un pedido de 4.[8]

## Características técnicas
Según Jane's All The World's Aircraft 2003–2004
Características generales

- Tripulación: dos en tándem
- Longitud: 10,26 m (33 pies 8 pulgadas)
- Envergadura: 10,59 m (34 pies 9 pulgadas)
- Altura: 3,68 m (12 pies 1 pulg.)
- Área del ala: 16.01 m² (172.3 pies cuadrados)
- Peso en vacío: 1910 kg (4210 lb)
- Peso cargado: 2540 kg (5600 lb)
- Max. peso de despegue: 3311 kg (7300 lb [38])
- Planta motriz: 1 × Pratt & Whitney Canada PT6A-62, 950 hp (708 kW)

Actuación

- Velocidad máxima: 574 km/h (310 nudos, 357 mph) (IAS)
- Alcance: 1333 km (720 nmi, 828 mi) a 7620 m (25 000 ft), combustible interno máximo
- Techo de servicio: 11 580 m (38 000 pies)
- Velocidad de ascenso: 16.2 m/s (3180 pies/min)

### Aeronaves similares
- Pilatus PC-7
- Embraer EMB 312 Tucano
- ENAER T-35 Pillán
- PZL-130 Orlik
- Short Tucano
- Beechcraft T-6 Texan II
- KAI T-50 Golden Eagle
- TAI Hürkuş